# ديكينسون ،مقاطعة برومي (نيويورك)
ديكينسون، مقاطعة برومي (بالإنجليزية: Dickinson, Broome County, New York)‏ هي بلدة أمريكية تقع في الولايات المتحدة في مقاطعة بروم، نيويورك. يقدر عدد سكانها بـ 5,278 نسمة ومساحتها 12.6 كم2 وترتفع عن سطح البحر 257 متر.